# I dimenticati (film)
I dimenticati è un cortometraggio del 1959 diretto da Vittorio De Seta. Si tratta di un documentario ambientato ad Alessandria del Carretto, piccolo paese della provincia di Cosenza.

## Produzione e pubblicazione
I dimenticati costituisce il documentario conclusivo di una serie di dieci cortometraggi girati dal regista tra il 1954 e il 1959, inseriti all'interno della collana cartaceo-multimediale Il mondo perduto, pubblicata dal regista nel 2008. La copertina del dvd con libro ritrae uno screenshot de I dimenticati, nel momento in cui un giovane alessandrino ha raggiunto la cima dell'abete e si lascia oscillare sui rami dell'albero.
Il regista ha raccontato di aver avuto l'idea di creare questo documentario dopo aver appreso dell'esistenza in Calabria di paesi senza strada alla fine degli anni '50, notizia che lo colpì molto. Quando si trovò ad Alessandria del Carretto gli fu raccontata l'esistenza della "Festa dell'abete", che filmò e integrò all'interno del cortometraggio. Nel 2009 la comunità di Alessandria del Carretto ha assegnato al regista la chiave e la cittadinanza onoraria del comune.

## Trama
Un camion percorre una strada sterrata di montagna, ma è costretto a fermarsi perché la costruzione della strada che dovrebbe raggiungere il piccolo paese di montagna Alessandria del Carretto (1000 m s.l.m.) è stata bloccata anni prima. Il carico del camion viene portato dai muli lungo un percorso di circa 15 km, attraversando boschi, fiumare in piena e dirupi. Finalmente dopo ore di lungo cammino si raggiunge Alessandria del Carretto: "un mucchio di case vecchie, 1600 uomini e donne, un mondo arcaico, spento, dimenticato". La vita in piccoli paesi calabresi come questo è molto difficile; le piogge e la neve durante l'inverno non consentono di lavorare.
All'inizio della primavera si celebra la "Festa dell'abete": una "sagra antica e meravigliosa". È questo l'unico momento in cui il paese si ravviva e celebra l'inizio della bella stagione. All'alba un gruppo di uomini alessandrini raggiunge la montagna e i "mastri d'ascia" abbattono una lunga pianta di abete, che sarà trascinata fino al paese da giovani e anziani alessandrini, accompagnati dalla musica di strumenti popolari. All'entrata del paese le donne portano cesti carichi di prodotti tipici adibiti per il pranzo.
Dopo qualche giorno si celebra la festa di sant'Alessandro, patrono del paese, e viene allestito l'"incanto", dove prodotti tipici e oggetti vengono messi all'asta e il ricavato sarà utilizzato per pagare le spese della festa. Nel pomeriggio l'abete viene innalzato in una piazza del paese, con la cima addobbata di formaggi e oggetti vari e alcuni uomini cercano di scalare l'ambito abete. Solo un giovane riesce a scalare l'albero e si appende con le gambe ai rami della cima, lasciandosi ondeggiare senza alcuna paura di cadere. Poi scende tra gli applausi di tutta la folla. Dopodiché la festa si conclude e la gente si appresta a ritornare verso la strada di casa, lasciandosi indietro un momento di allegria e spensieratezza, ma trovandosi davanti un nuovo anno di fatiche e di difficoltà.